# Атака Парижа (1589)
Атака Парижа 1—3 ноября 1589 года — вторая попытка короля Франции Генриха IV отвоевать Париж у войск
Католической лиги в ходе Восьмой религиозной войны.
Одержав победу над войсками герцога Майеннского в битве при Арке, Генрих IV обеспечил контроль над Дьепом, через который осенью 1589 года начали прибывать союзные английские войска, деньги, оружие, боеприпасы и снаряжение. 1 октября к королю прибыли с подкреплениями герцог де Лонгвиль, маршал Омон и граф де Суассон, что позволило довести численность войск до 18 тысяч человек.
Герцог Майеннский отправился в Пикардию просить помощи у испанцев и задержался в Амьене. Генрих решил воспользоваться ситуацией и попытаться овладеть Парижем до его возвращения. Командовавшему в Санлисе Монморанси-Торе было приказано взорвать мост через Уазу, чтобы затруднить возвращение Майенна, а королевская армия, выйдя из Дьепа, форсированным маршем двинулась в Иль-де-Франс и 20 октября достигла Манта, а 29-го заняла Сен-Клу и Мёдон.
Парижане, которых лигистская пропаганда уверяла, что королёк-рогоносец полностью разбит, пытается спастись бегством, но скоро будет пойман и доставлен в цепях в столицу, уже начали арендовать окна домов на улице Сент-Антуан, чтобы увидеть, как «этого ублюдка Жанны д’Альбре» повезут в Бастилию, и были изумлены, увидев 31 октября приближение королевской армии.
Тем не менее горожане не думали сдаваться. Север, запад и восток столицы были хорошо защищены, но левобережные предместья были прикрыты только неглубоким рвом и валом. Несмотря на это, парижане отказались их эвакуировать и решили оборонять южные районы силами ополчения.
Генрих рассчитывал, что защитники не выдержат артиллерийского огня и обратятся в бегство, и это позволит его войскам на плечах отступающих преодолеть стену Филиппа Августа, единственное значительное укрепление на левом берегу.
Решив атаковать столицу с юга, он разделил пехоту на три корпуса. Бирону предстояло штурмовать предместья Сен-Марсель и Сен-Виктор, Омону — Сен-Жак и Сен-Мишель, Шатийону и Лану — Сен-Жерменское предместье. Каждому из корпусов были приданы две пушки и две кулеврины, отряд пеших дворян и по эскадрону кавалерии под командованием короля, Суассона и Лонгвиля.
Атака началась в четыре часа утра 1 ноября. Стоял густой туман, обеспечивший роялистам внезапность. Городское ополчение проявило неожиданную стойкость, но противостоять профессиональным войскам не могло, было полностью разбито и бежало, понеся огромные потери. Предместья были захвачены одно за другим, но роялистам не удалось прорваться в город. Сен-Жерменские ворота были повреждены петардой, но их удалось своевременно закрыть. Лану, бросившийся на коне в Сену, чтобы обойти Нельскую башню, едва не утонул.
Королевские войска начали грабёж и единственное, что король смог сделать, это запретить грабить 1 ноября, в День Всех Святых, а в церквях повелел отслужить мессу. Все же он сумел не допустить расправ с гражданским населением, грабежа церквей и поджогов домов.
Майенн также спешил к Парижу, выслав вперёд кавалерию герцога Немурского. Приказ короля был исполнен плохо, и мост у Санлиса был повреждён, но не уничтожен. Саперы его исправили за несколько часов, и в три часа пополудни Немур вступил в столицу. Второй штурм также не имел успеха, а прибытие Майенна заставило короля приостановить боевые действия. Генрих поднялся на колокольню в Сен-Жермен-де-Пре, чтобы издали посмотреть на Париж, который опять не удалось взять, и мог наблюдать радость жителей, встречавших войска Лиги. Следом за королём на колокольню поднялся какой-то монах и, как позднее Генрих признался Бирону, он внезапно испытал такой ужас, вспомнив про Жака Клемана, что в дальнейшем распорядился допускать к себе монахов только после личного досмотра.
Попытавшись хотя бы выставить Майенна трусом в глазах парижан, Генрих послал ему вызов на бой и всё утро 3 ноября части простояли в ожидании на Пре-о-Клер. Главнокомандующий Лиги не стал рисковать войсками, утомленными долгим переходом, и на следующий день, удовлетворившись разграблением предместий, король увёл армию на юг.
В Этампе войско разделилось: дворяне были распущены, Лонгвиль и Лану отправились в Пикардию, Живри остался в Иль-де-Франсе, Омон вернулся в свое шампанское губернаторство. С королём остались только наёмники, которых он повёл на зимние квартиры в Турень, по пути овладев Жанвилем и Шатодёном, куда прибыло швейцарское посольство, подтвердившее вечный мир с Францией, а 20 ноября штурмом взял столицу своих наследных владений Вандом, отказывавшийся подчиняться. Там Генрих распорядился обезглавить губернатора и повесить францисканца, призывавшего к сопротивлению. 21 ноября он прибыл в Тур, исполнявший функции столицы, и использовал зимнюю паузу для подчинения районов к северу от Луары: Мена и Лаваля.